# سليمان الموحدي
الأمير أبو الربيع سليمان بن عبد الله بن عبد المؤمن الكومي الموحدي، صاحب السيف والقلم ، كان أديبا شاعرا بليغا، فصيح العبارة باللغتين العربية والبربرية، وهو أديب من بني عبد المؤمن ونابغتهم الفذ، عاش في بيت الرياسة والحكم، ولم يمنعه ذلك من الإشتغال بالأدب والإكباب على التحصيل، فنشأ متأدبا أريحيا يعشق المجد،   وقد كان شيخا بهي المنظر حسن المخبر فصيح العبارة باللغتين، وله شعر بليغ النظم، قاله في ابن عمه الخليفة يعقوب المنصور.

## حياته
عاش أبو الربيع سليمان بن عبد الله، في كنف الرئاسة والملك، محفوفة بإبداع أدبي وشعري، وما لبث حتى ولاه ابن عمه السلطان يعقوب المنصور، إمارة بجاية، ولما ثار بها علي بن غانية، نقل إلى ولاية سجلماسة، وكان في كلتا ولايته كعبة القصاد من أدباء المغرب، يأتونه عاقدي الآمال طمعا في رضاه، وكلهم ألسنة مدح وثناء عليه.
وممن تحدث إلينا عنه من أدباء الشرق، التاج ابن حمويه السرخسي، اجتمع به في مراكش عقب وفاة السلطان يعقوب المنصور، بعد أن قدم لمبايعة ولده محمد، فقال فيه:
| سليمان الموحدي | اجتمعت بالسيد أبي الربيع حين قدم إلى مراكش بعد وفاة الخليفة يعقوب المنصور لمبايعة ولده محمد الناصر، وكان في تلك المدة يلي مدينة سجلماسة أعمالها فرأيته شيخا بهي المنظر، حسن المخبر، فصيح اللسان باللغتين العربية والبربرية. | سليمان الموحدي |

- وقال فيه صاحب كتاب المغرب:| سليمان الموحدي | لم يكن في بني عبد المؤمن مثله في هذا الشأن الذي نحن بصدده وكان قد تقدم على مملكتي سجلماسة وبجاية، وكان كاتبا شاعرا أديبا ماهرا، وشعره مدون وله ألغاز. | سليمان الموحدي |

## شعره
صنف سليمان الموحدي شعرا بليغ النظم، وشعره مدون وله ألغاز، له ديوان شعر جمعه كاتبه محمد بن عبد ربه المالقي، وله أيضا مختصر الأغاني، من شعره المشهور قصيدة يمدح فيها ابن عمه المنصور :
- ومنها يصف انهزام العدو:[4]

### الوفاة
لم تضبط كتب التراجم السنة التي توفي فيها سليمان الموحدي، فقد قيل أنه توفي حوالي سنة| 600هـ | ، ومنهم من قال توفي سنة |610هـ|.